# Култура глувих
Култура глувих сматра се делом савремене култутре у свету чије језгро чине заједнице глувих односно наглувих лица која имају заједнички језик, заједничке вредности и заједничка искуства. Глуви су, као и свака мањина, користећи своја грађанска права и слободу изражавања образовали посебну културу.

## Појмови глувоћа и култура
Појам  култура  један је од појмова који се највише користе у савременом свету. Бројна су схватања и одређивања културе. Постоји око 450 дефиниција, што поставља културу у најдефинисаније области. Ове дефиниције културе разврставају се као: описне, историјске, нормативне, генеричке, психолошке, структуралне и непотпуне.

## Историја
У Сједињеним Америчким Државама, прва школа за глуве основана је у Вирџинији  1815. године. Ова школа је трајала само годину и по због финансијских проблема.  Америчка заједница глувих препричава причу о Лорану Клеру, едукатору глувих, који је дошао у Сједињене Америчке Државе из Француске 1817.  године да помогне у оснивању прве сталне школе за глуву децу у земљи која се сада зове Америчка школа за глуве у Хартфорду, Конектикат. Америчка школа је прва званична школа за глуве. 
Још један добро познат догађај је Други међународни конгрес о образовању глувих одржан 1880.  године у Милану, Италија, где су наставници за слух гласали за прихватање усменог образовања и уклањање знаковног језика из учионице.  Овај напор је резултовао притиском широм света да се напусти знаковни језик у корист искључиво усмени приступ. Намера оралистичке методе је била да научи глуву децу да говоре и читају са усана уз ограничену или никакву употребу знаковног језика у учионици како би се ова деца лакше интегрисала у заједнице које чују. Међутим предности учења у таквој окружење су спорне. Препоруке са Миланске конференције су одбачене у Хамбургу 100 година касније,  а знаковни језици су се вратили у образовање након објављивања Стокоеових лингвистичких анализа АСЛ-а.
Култура глувих се врти око институција као што су:
- резиденцијалне школе за глуве студенте,

- универзитети за глуве студенте,

- клубови глувих, атлетске лиге глувих, заједничких домова (као што је Дом за старе и немоћне глуве). - Мутес, које је основала Џејн Мидлтон, у Њујорку),

- друштвене организације глувих,

- верске групе глувих,

- позоришта глувих и

- конференције и фестивали глувих, као што је Фестивала и конференција Светске федерације глувих.

Клубови глувих, који су били популарни 1940-их и 1950-их, били су важан део културе глувих. У то време било је врло мало места која су глуви људи могли да назову својимцили местима која воде глуви људи за глуве особе. С краја прве половине 20. века снимљени су филмови у Клубу глувих у Лос Анђелесу који су укључивали разне стилове извођења као што су шоу водвиљ и кратке комедијске вештине. Ови филмови су преживели до 1940-их. У том периоду Волф Браг, популарни извођач из клуба глувих до 1930. године, био је познат по тумачењу знаковног језика. Клубови глувих у овом историјском периоду били су решење за ову потребу. Новац се зарађивао продајом алкохола и хостовањем карташких игара. Понекад су ови подухвати били толико успешни да је зграда коју је користио клуб могла да се купи. Међутим, главна атракција ових клубова била је то што су обезбеђивали место где су глуви људи могли да оду да буду у близини других глувих особа, понекад деле своје приче, организујући забаве, и представе. Многе данашње приче глувих особа су први пут виђене у клубовима глувих. Клубови су постојали у свим већим градовима, а у Њујорк је било најмање 12.  Ови клубови су представљали важан вид релаксације за глуве особе од њиховог обично изолованог дана проведеног на радним местима у фабрици.
Крајем Другог светског рата када је дошло до промена на тржишту рада, опада интересовање за клубове глувих. Током Другог светског рата постојала је велика потражња за фабричким радницима уз обећање високих плате. Многи глуви Американци напустили су своје домове да би се преселили у веће градове у нади да ће добити посао у фабрици. Овај огроман прилив радника у нове градове створио је потребу за клубовима глувих. Када се завршио Други светски рат и када је покрет за грађанска права напредовао, савезна влада је почела да нуди више послова глувим мушкарцима и женама. Људи су почели да се пребацују са производних послова на услужне послове, удаљавајући се од усамљеног рада у одређеним сатима. 
Шездесетих година 20. века клубови глувих су почели свој брз и драстичан пад. Данас постоји само неколико клубова глувих који се налазе у Сједињеним Америчким Државама и њихово присуство је обично мало са тенденцијом да њих посећују старије особе. Овај нагли пад се често приписује успону технологије као што је телефон (TTY) за слање текста преко телефонске линије  и титлови за индивидуалне телевизоре. Са другим доступним опцијама за забаву и комуникацију, потреба за клубовима глувих је постала мања. То више није била једина опција за ступање у контакт са другим члановима заједнице глувих.
Данас су клубови глувих ретки,  јер су се уместо њих развили центри за заступање глувих и друге организације глувих као што су државние, покрајински и градских савези глувих, који су временом постали широко распрострањени и популарни.

## Основне информације
Као и други заговорници културе на глобалном нивоу тако и глуве и наглуве особе  прихватају одређен начин међусобних комуникације између себе, те са оним члановима који не припадају њима, као и са заједницом људи који чују. Ово језгро може се назвати и група за узајамност културе глувих.  Ова група може се назвати и група за узајамност културе глувих.
Глуви су, као и свака мањина, образовали посебну културу. Имају свој:
- језик – знаковни језик,[10]
- начин комуникације,[11]
- сленг, КУД,
- позоришта,
- спортске организације,
- телевизијске емисије,
- свој дан – Међународни дан - недељу глувих.

## Организације и наступи
Целокупна културно-уметничка делатност глувих одвијала се највише у оквиру културно уметничких друштава које се оснивају у оквиру, разних државних, покрајински и градских савеза глувих и наглувих особа, као главним координаторима и организаторима активности и манифестација.
Усавршавајући се у оквиру организација глувих и наглувих, Културно-уметничка друштва глувих су све више учесници на смотрама и фестивалима у локалној средини у конкуренцији ,,чујућих” аматерских друштава, на којима за своје наступе добијају награде од стране жирија и доживљавају овације од стране публике.
Док глуви сликари у склопу својих удружења оснивају ликовне радионице и организују низ изложби на локалном и ширем нивоу.

## Манифестације
Кроз разноврсне манифестације у области културе глуве и наглуве особе исказаују своје креативне могућности и на тај начин уклањају предрасуде о неспособности и инфериорности.
Најмасовнија културно-уметничка манифестација глувих је фолклор,  кроз којих глуве особе исказују онај скривени ритам који су стекли преношењем знања и таленат на младе генерације. 
Кроз игру и дружење, на овим манифестација глуве особе развијају и негујући културу и традицију свога народа и тиме себе изражавају као личности. 
Паралелно са фолклором негују се и други облици уметности: балет, ритмика, а посебно пантомима.  
Постоји велики број манифестација на којим глуви академски сликари и вајари, сликари наиваца, који успевају да се афирмишу, да искажу на специфичан начин своја размишљања и осећања, карактеристична за глувог човека. Глуви сликари на глобалном ниво имали су низ изложби  за које су добили пуно признања.

## Значај
Култура има значај у томе што, глувим особама пружа шансу да се покажу као посебна културна  групација, која поседује квалитете и потенцијале, за укључивање у живот ,,чујуће” друштвене заједнице.